# Wilhelmstal (Namibia)

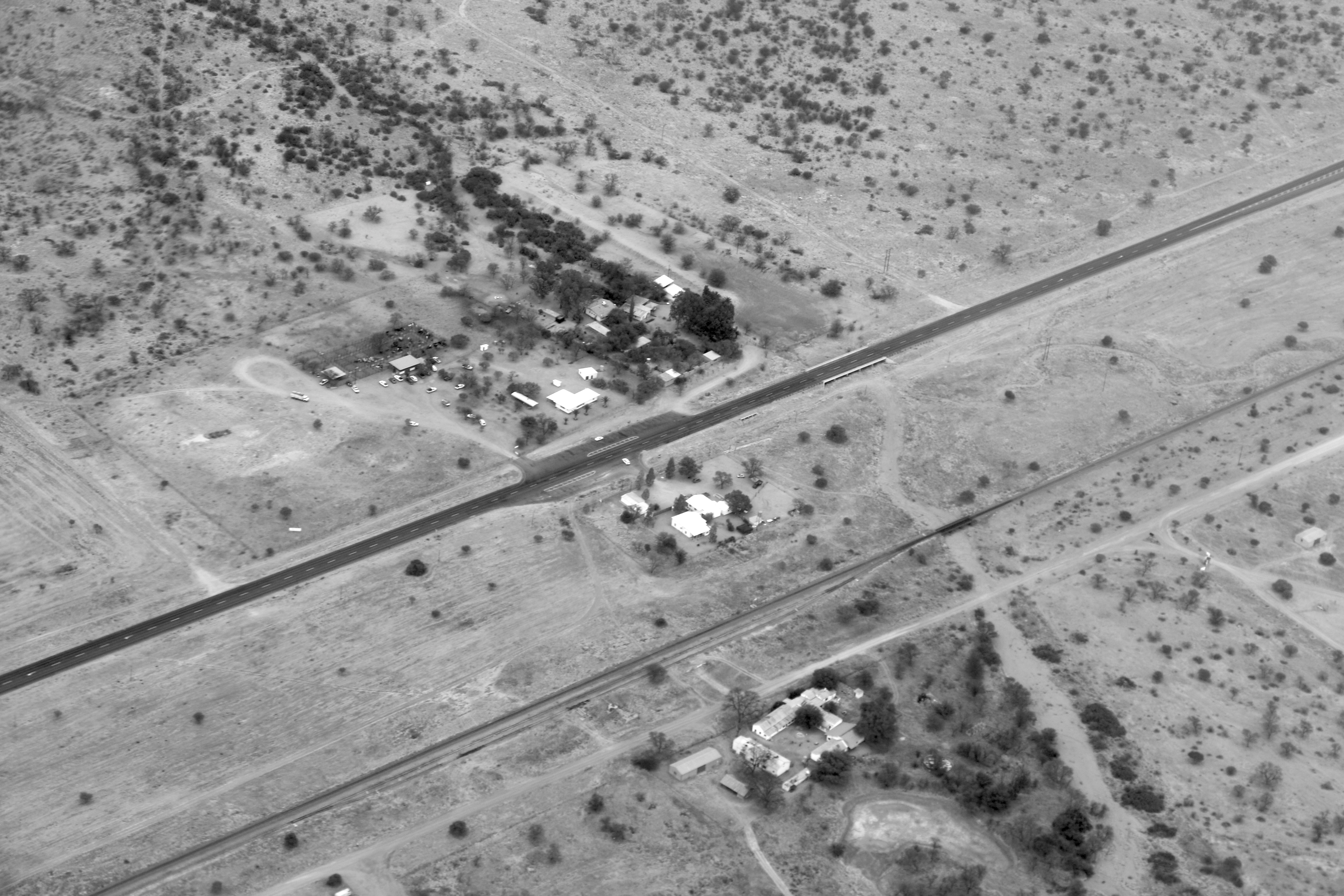
Wilhelmstal aus der Vogelperspektive

Wilhelmstal ist eine private Ansiedlung auf der gleichnamigen Farm in Namibia. Sie hat eine Handvoll Einwohner und liegt in der Region Erongo im Wahlkreis Karibib. Wilhelmstal liegt an der Nationalstraße B2, 52 Kilometer westlich von Okahandja und 46 Kilometer östlich von Karibib. Wilhelmstal war bereits auf einer Karte Deutsch-Südwestafrikas aufgeführt. 
Das dortige Café und Farmladen (Wilhelmstal Padstall) ist ein beliebter Zwischenstopp bei Reisenden.

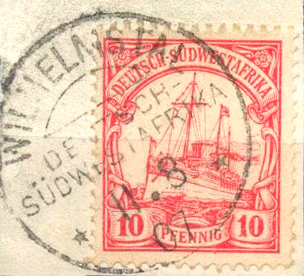
Briefmarke für Deutsch-Südwestafrika mit Poststempel Wilhelmstal 1907